# Ricanula
Ricanula är ett släkte av insekter. Ricanula ingår i familjen Ricaniidae.

## Dottertaxa tillRicanula, i alfabetisk ordning[1]
- Ricanula adjuncta
- Ricanula amethystinula
- Ricanula bitaeniata
- Ricanula conspersa
- Ricanula crocea
- Ricanula densa
- Ricanula detersa
- Ricanula discoptera
- Ricanula distincta
- Ricanula guineensis
- Ricanula horvathi
- Ricanula integra
- Ricanula intermedia
- Ricanula jacobii
- Ricanula karaseki
- Ricanula limitaris
- Ricanula luridella
- Ricanula morosa
- Ricanula nivisignata
- Ricanula noualhieri
- Ricanula opistholeuca
- Ricanula pulverosa
- Ricanula puncticosta
- Ricanula punctulata
- Ricanula signata
- Ricanula sollicita
- Ricanula spoliata
- Ricanula stigma
- Ricanula stigmatica
- Ricanula sublimata
- Ricanula trimaculata